# Lijst van voetbalinterlands Finland - San Marino
Deze lijst van voetbalinterlands is een overzicht van alle officiële voetbalwedstrijden tussen de nationale teams van Finland en San Marino. De landen speelden tot op heden zes keer tegen elkaar. De eerste ontmoeting, een kwalificatiewedstrijd voor het Europees kampioenschap voetbal 1996, werd gespeeld in Helsinki op 14 december 1994. De laatste confrontatie, een kwalificatiewedstrijd voor het Europees kampioenschap voetbal 2024, dateert van 20 november 2023 in Serravalle.

## Wedstrijden
| № | Plaats     | Datum            | Competitie           | Wedstrijd            | Uitslag |
| - | ---------- | ---------------- | -------------------- | -------------------- | ------- |
| 1 | Helsinki   | 14 december 1994 | EK 1996 kwalificatie | Finland – San Marino | 4 – 1   |
| 2 | Serravalle | 29 maart 1995    | EK 1996 kwalificatie | San Marino – Finland | 0 – 2   |
| 3 | Helsinki   | 17 november 2010 | EK 2012 kwalificatie | Finland – San Marino | 8 – 0   |
| 4 | Serravalle | 3 juni 2011      | EK 2012 kwalificatie | San Marino – Finland | 0 – 1   |
| 5 | Helsinki   | 19 juni 2023     | EK 2024 kwalificatie | Finland – San Marino | 6 – 0   |
| 6 | Serravalle | 20 november 2023 | EK 2024 kwalificatie | San Marino − Finland | 1 − 2   |

## Samenvatting
| Competitie      | Totaal gespeeld | Winst Finland | Gelijk | Winst San Marino | Doelsaldo Finland – San Marino |
| --------------- | --------------- | ------------- | ------ | ---------------- | ------------------------------ |
| EK-kwalificatie | 6               | 6             | 0      | 0                | 23 − 2                         |
| Totaal          | 6               | 6             | 0      | 0                | 23 − 2                         |

Wedstrijden bepaald door strafschoppen worden, in lijn met de FIFA, als een gelijkspel gerekend.

## Details

### Eerste ontmoeting
| EK 1996 kwalificatie (Helsinki, Finland, 14 december 1994): |              | |
| Finland | 4 – 1        | San Marino |
| Mika-Matti Paatelainen 24' Mika-Matti Paatelainen 30' Mika-Matti Paatelainen 86' Mika-Matti Paatelainen 90'                                                         | goals        | 34' Pier Domenico Della Valle |
| Jukka Ikäläinen | bondscoach   | Giorgio Leoni |
| Kari Laukkanen Janne Mäkelä Markku Kanerva Anders Eriksson Petri Helin 74' Janne Lindberg Antti Sumiala Kari Ukkonen Ari Hjelm Jari Litmanen Mika-Matti Paatelainen | opstellingen | Pierluigi Benedettini Mirco Gennari William Guerra Luca Gobbi Claudio Canti Pierangelo Manzaroli Massimo Bonini Pier Domenico Della Valle Bryan Gasperoni 86' Nicola Bacciocchi 60' Marco Mularoni |
| Marko Myyry 74' | wissels      | 60' Davide Gualtieri 86' Claudio Peverani |
| Mika-Matti Paatelainen 82' | gele kaarten | 80' Leone Gasperoni |

### Tweede ontmoeting
| EK 1996 kwalificatie (Serravalle, San Marino, 29 maart 1995): |       |                                     |
| San Marino                                                    | 0 – 2 | Finland                             |
|                                                               | goals | 45' Jari Litmanen 67' Antti Sumiala |

### Derde ontmoeting
| EK 2012 kwalificatie (Helsinki, Finland, 17 november 2010): |       |            |
| Finland | 8 – 0 | San Marino |
| Mika Väyrynen 38' Kasper Hämäläinen 49' Mikael Forssell 51' Mikael Forssell 59' Kasper Hämäläinen 67' Jari Litmanen 71' (pen.) Roni Porokara 73' Mikael Forssell 78' | goals |            |

### Vierde ontmoeting
| EK 2012 kwalificatie (Serravalle, San Marino, 3 juni 2011): |       |                     |
| San Marino                                                  | 0 – 1 | Finland             |
|                                                             | goals | 41' Mikael Forssell |

<

Finse voetbalbond · A-internationals · Bondscoaches · Statistieken · Fins vrouwenelftal · Olympisch elftal · Finland U21 · Finland U20 · Finland U19 · Finland U18 · Finland U17 · Finland U16
1911 – 1919 ·
1920 – 1929 ·
1930 – 1939 ·
1940 – 1949 ·
1950 – 1959 ·
1960 – 1969 ·
1970 – 1979 ·
1980 – 1989 ·
1990 – 1999 ·
2000 – 2009 ·
2010 – 2019 ·
2020 − 2029
EK 2020
OS 1912 ·
OS 1936 ·
OS 1952 ·
OS 1980
1911 · 
1912 · 
1913 · 
1914 · 
1915 · 1916 · 1917 · 1918 · 
1919 · 
1920 · 
1921 · 
1922 · 
1923 · 
1924 · 
1925 · 
1926 · 
1927 · 
1928 · 
1929 · 
1930 · 
1931 · 
1932 · 
1933 · 
1934 · 
1935 · 
1936 · 
1937 · 
1938 · 
1939 · 
1940 · 
1941 · 
1942 · 
1943 · 
1944 · 
1945 · 
1946 · 
1947 · 
1948 · 
1949 · 
1950 · 
1952 · 
1952 · 
1953 · 
1954 · 
1955 · 
1956 · 
1957 · 
1958 · 
1959 · 
1960 · 
1961 · 
1962 · 
1963 · 
1964 · 
1965 · 
1966 · 
1967 · 
1968 · 
1969 · 
1970 · 
1971 · 
1972 · 
1973 · 
1974 · 
1975 · 
1976 · 
1977 · 
1978 · 
1979 · 
1980 · 
1981 · 
1982 · 
1983 · 
1984 · 
1985 · 
1986 · 
1987 · 
1988 · 
1989 · 
1990 · 
1991 · 
1992 · 
1993 · 
1994 · 
1995 · 
1996 · 
1997 · 
1998 · 
1999 · 
2000 · 
2001 · 
2002 · 
2003 · 
2004 · 
2005 · 
2006 · 
2007 · 
2008 · 
2009 · 
2010 · 
2011 · 
2012 · 
2013 · 
2014 · 
2015 · 
2016 · 
2017 · 
2018 ·
2019 ·
2020
Albanië ·
Algerije ·
Andorra ·
Armenië ·
Azerbeidzjan ·
Bahrein ·
Barbados ·
België ·
Bermuda ·
Bolivia ·
Bosnië en Herzegovina ·
Brazilië ·
Bulgarije ·
Canada ·
Chili ·
China ·
Colombia ·
Costa Rica ·
Cyprus ·
Denemarken ·
DDR ·
(West-)Duitsland ·
Ecuador ·
Egypte ·
Engeland ·
Estland ·
Faeröer ·
Frankrijk ·
Georgië ·
Griekenland ·
Honduras ·
Hongarije ·
Ierland ·
IJsland ·
India ·
Irak ·
Israël ·
Italië ·
Japan ·
Jemen ·
Joegoslavië ·
Jordanië ·
Kameroen ·
Kazachstan ·
Koeweit ·
Kosovo ·
Kroatië ·
Letland ·
Liechtenstein ·
Litouwen ·
Luxemburg ·
Maleisië ·
Malta ·
Marokko ·
Mexico ·
Moldavië ·
Montenegro ·
Nederland ·
Noord-Ierland ·
Noord-Korea ·
Noord-Macedonië ·
Noorwegen ·
Oekraïne · 
Oman ·
Oostenrijk ·
Peru ·
Polen ·
Portugal ·
Qatar ·
Roemenië ·
Rusland ·
San Marino ·
Saoedi-Arabië ·
Schotland ·
Servië ·
Servië en Montenegro ·
Singapore ·
Slovenië ·
Slowakije ·
Sovjet-Unie ·
Spanje ·
Thailand ·
Trinidad en Tobago ·
Tsjechië ·
Tsjecho-Slowakije ·
Tunesië ·
Turkije ·
Uruguay ·
Verenigde Arabische Emiraten ·
Verenigde Staten ·
Wales ·
Wit-Rusland ·
Zuid-Korea ·
Zweden ·
Zwitserland
België (2021) · 
Denemarken (2021) · 
Rusland (2021)
FSGC · A-internationals · Bondscoaches · Statistieken · San Marino U21 · San Marino U19 · San Marino U18 · San Marino U17 · San Marino U16
1986 – 1989 · 1990 – 1999 · 2000 – 2009 · 2010 – 2019 · 2020 – 2029
2000 · 2001 · 2002 · 2003 · 2004 · 2005 · 2006 · 
Albanië · 
Andorra ·
Azerbeidzjan ·
België · 
Bosnië en Herzegovina · 
Bulgarije ·
Canada ·
Cyprus ·
Denemarken ·
Duitsland · 
Engeland · 
Estland · 
Faeröer · 
Finland · 
Gibraltar · 
Griekenland · 
Hongarije · 
Ierland · 
IJsland ·
Israël · 
Italië · 
Kaapverdië ·
Kazachstan ·
Kosovo ·
Kroatië · 
Letland · 
Libanon · 
Liechtenstein · 
Litouwen · 
Luxemburg ·
Malta ·
Moldavië ·
Montenegro ·
Nederland · 
Noord-Ierland · 
Noorwegen ·
Oekraïne ·
Oostenrijk · 
Polen · 
Roemenië · 
Rusland · 
Saint Kitts en Nevis ·
Saint Lucia ·
Schotland · 
Servië en Montenegro · 
Seychellen ·
Slovenië · 
Slowakije · 
Spanje · 
Syrië ·
Tsjechië · 
Turkije · 
Wales · 
Wit-Rusland · 
Zweden · 
Zwitserland
Nederland (2011)